# Małgorzata Hołub-Kowalik
Małgorzata Hołub-Kowalik (født 30. oktober 1992) er en polsk sprinter med speciale i 400 meter.
Hun vandt to medaljer ved sommer-OL 2020, guld med polsk mixed 4×400 meter stafethold og sølv som medlem af kvindernes 4×400 meter stafethold.